# الدوري التشيلي لكرة القدم 1949
الدوري التشيلي لكرة القدم 1949 (بالإسبانية: Primera División de Chile 1949)‏ هو الموسم 17 من الدوري التشيلي لكرة القدم. كان عدد الأندية المشاركة فيه 12، وفاز فيه نادي أونيفرسيداد كاتوليكا.